# Cecidomyia verna
Cecidomyia verna är en tvåvingeart som först beskrevs av Curtis 1827.  Cecidomyia verna ingår i släktet Cecidomyia och familjen gallmyggor. Inga underarter finns listade i Catalogue of Life.